# Socialmente pericolosi
Socialmente pericolosi è un film del 2017  diretto da Fabio Venditti.
Il film, autobiografico, racconta la storia del rapporto fra il regista Fabio Venditti e l'ergastolano Mario Savio, che ha portato alla realizzazione del libro "La mala vita: lettera di un boss della camorra al figlio" (2006, Mondadori).

## Trama
Fabio Valente è un giornalista televisivo che durante una visita al carcere di Sulmona fa amicizia con l'ergastolano Mario Spadoni, ex boss dei Quartieri Spagnoli di Napoli. Mario accetta di raccontare a Fabio la sua storia, che si dipana lungo le guerre della camorra negli anni ottanta, che verrá poi pubblicata in un libro di successo.
In seguito all'uscita del libro Mario si ammala di cirrosi epatica e Fabio (in accordo con la moglie Francesca) decide di ospitarlo in casa per due mesi, in regime di arresti domiciliari, per permettergli di seguire la terapia in maniera più efficace. Durante questo periodo il rapporto fra i due uomini si rafforza e Mario chiede a Fabio di aiutarlo a salvare i suoi figli avviati sulla sua stessa strada criminale. Il giornalista decide allora di creare una scuola di televisione e cinema con i ragazzi di strada dei Quartieri Spagnoli per aiutarli ad avere una vita onesta.